# Ormosia fixa
Ormosia fixa là một loài ruồi trong họ Limoniidae. Chúng phân bố ở miền Cổ bắc.